# 1972年の日本の女性史
1972年の日本の女性史（1972ねんのにほんのじょせいし）は、1972年（昭和47年）の日本における女性に関するできごとを時系列的に挙げる。参考文献は日本の女性史年表を参照のこと。
本項目は歴史研究としての女性史ではなく、日本における女性に関するできごとをある体系に基づいて述べようとするものではない。

## 1-3月
- 1月13日 労働省婦人少年問題審議会、婦人労働・婦人問題合同部会を開催、勤労婦人の福祉に関する立法の基本構想について審議
- 1月15-18日 日教組全国集会、中学技術家庭科の男女別学は男女差別であると実例報告
- 1月17日 日本中野篩絹（現・NBCメッシュテック）労働組合、生理休暇2日取得で4000円の賃金カットに対し東京地方裁判所八王子支部に未払賃金請求訴訟を起こす。
1974年4月 東京地裁、訴えを棄却
- 1月19日 神奈川県庁婦人の集い、お茶くみ廃止を訴えるチラシをまく。
- 1月20日 消費者米価の物価統制令適用除外に反対する集会、主婦連等19消費団体、予想される消費者米価の引き上げに反対して
- 1月22日 主婦連など8消費団体、くらしをおびやかす大型予算・公共料金値上げに抗議声明
- 1月23日 日本有職婦人クラブ「女性はなぜ管理職になれない」をテーマに研究会
- 2月18日 労働省婦人少年問題審議会「勤労婦人の福祉に関する立法の基本構想について」答申
3月23日 総評婦人対策部、勤労婦人福祉法案に対し、差別禁止を明確にするよう態度表明
- 2月-3月 あさま山荘事件から連合赤軍による大量リンチ殺人事件発覚、主犯格は永田洋子など
- 2月- 浅間山荘に立てこもった息子、呼びかける母親にむけてライフル銃を発射
母親らによる説得は警察が親の情を利用したとして、逆効果となり犯人達を逆上させたともいわれる。
- 3月8日 国際婦人デー中央集会、自衛隊の立川基地への深夜ぬきうち移住強行に対し、政府へ抗議の特別決議、3000人参加、各地でも集会
- 3月26-27日 第17回はたらく婦人の中央集会、婦人団体連合会（婦団連）中心、出産解雇・夫婦別居配転に反対して裁判闘争中の婦人たちの交流集会開催
- 3月31日 タイピストの激務からの白蝋病、職業病と認定

## 4-6月
- 4月4日 外務省機密漏洩事件で、外務事務官蓮見喜久子、毎日新聞記者西山太吉、国家公務員法（守秘義務）違反で逮捕
　同年3月頃より、衆議院予算委員会等で、前年の沖縄返還協定に関して、米国が支払うことになっていた地権者に対する土地原状回復費400万ドルを日本政府が肩代わりして米国に支払うという密約が交わされたとの疑惑について問題提起され、新聞等マスコミでもスクープとして報道されるようになった。政府は密約を否定し、逆に、外務省女性事務官蓮見喜久子が外務省機密文書の内容を毎日新聞西山記者に洩らしたとして、情報源の蓮見喜久子を国家公務員法（機密漏洩の罪）で、西山記者を国家公務員法（教唆の罪）で逮捕した。
　新聞記者逮捕の事態に、マスコミは「国民の知る権利」・報道の自由を訴えるキャンペーンを行ったが、東京地検特捜部の佐藤道夫が起訴状において、西山記者が情報目当てに既婚の事務官に近づき酒を飲ませた上で性交渉を結んだと述べ、その後は、女性誌、テレビのワイドショーなどが、記者と女性事務官が双方とも既婚者でありながら、記者は肉体関係を武器に情報を得ていたとして連日批判を展開し、世論は一転して西山記者と女性事務官を非難する論調一色になった。裁判においても、審理は男女関係の問題、機密資料の入手方法の問題に終始し、密約の真相究明は検察側からは行われなかった。
　4月18日 「蓮見さんのことを考える女性の会」が発足、社会党や市川房枝が女性事務官に無実を争う援助を申し出たが、蓮見は援助を断り、検察側はこれを改悛の表れと主張した。
　公判では蓮見は求刑された罪状を全面的に認めた上で、改悛の情を訴え、西山記者の有罪を目指す姿勢を取り、以後、マスコミ等にも登場して、自身がいかに「西山氏に騙され利用された哀れな女」であるかを訴えたが、これに対し、西山記者は「個人の問題は喋りたくない」と沈黙を守った。このようにして、密約自体の追求と「国民の知る権利」は完全に色褪せ、日米外交の密約問題は個人の男女間の問題に矮小化されていった。
- 4月8日 主婦連など8消費団体、化粧品の価格構成発表、再販制度廃止を声明
- 4月8-9日 第17回はたらく婦人の中央集会、総評中心、1700人参加、勤労婦人福祉法案に関連して育児休職・労基法改正問題・働く母と育児・保育所などに関心が集まる。
- 4月15日 婦人団体議会活動連絡委員会、予想される総選挙にむけて平和・物価・公害などについて5政党の諸政策をきく会開催
- 4月11日 市川房枝ら、沖縄の売春ととりくむ会結成、本土復帰と同時に売春防止法の施行を円滑に運ぶよう関係当局に要望
5月12日 前借金の無効・職業指導と斡旋など訴え、集会
- 4月18日 松坂屋大阪店、百貨店界のタブーとされていたセックスをテーマに「パパとママのための性教育展」を開催
- 4月25-28日 婦人労働者の諸問題に関する第3回国際労働組合会議、プラハで、日本から6人参加、「働く婦人の経済的・社会的・文化的労働組合の諸権利に関する憲章」など採択
- 4月28日 名古屋地方裁判所、名古屋放送（現・名古屋テレビ放送）地位保全仮処分申請事件で「男子55歳女子30歳定年制を採用している就業規則は公序良俗違反のため無効と判決。
女子従業員が、就業規則を理由に定年退職として解雇されたことに対し、解雇無効を訴えていた。翌1973年5月25日 申請人の勝訴確定
- 4月- 沼津労働基準監督署、東芝機械沼津事業所に対し、ベースアップの配分に男女格差をつけるのは不当として格差のない支払いを勧告
- 4月- 第2回離島婦人会議、過疎・医師不足・牛乳1本50円に代表される物価上昇・観光公害など問題となる。
- 4月- 総評、現行の労働基準法は労働者を十分に保護していないとして「労働基準法改正要綱案」発表、女子労働者の午後8時〜午前7時の深夜業禁止・産休6週を8週にすることなど提案
- 4月- 東京都立文京高等学校、全日制普通科としては初めて家庭科の男女共修実施
- 5月5-7日 第1回リブ大会、「リブの問題を一切合切煮詰める大集会」と分科会、1900人参加
- 5月6日 婦人の働く権利と人権を守る交流集会、大阪で、120人参加、夫婦同居をかちとる全国連絡会主催
- 5月15日 日本婦人有権者同盟など17婦人団体、「沖縄に豊かな生活と真の平和を求める」声明発表、1ドル=305円の通貨交換・諸物価高騰・沖縄協定に抗議
同日、沖縄施政権返還され本土復帰、沖縄県発足
- 5月17日 アンジェラ・デービス救援日本準備会発足、婦人団体連合会（婦団連）など中心　6月4日 無罪判決
アンジェラ・デービスはアメリカの黒人解放運動の女性指導者 1970年10月 ソールダット・ブラザース(Soledad Brothers)事件で 殺人・誘拐・共謀罪に問われていた。
- 5月21日 中年リブの会第1回会合、生活に根ざした問題意識をもつ中年女こそ立ち上がれと提唱、後に「赤い6月」と改称
- 5月23日 政府・自民党、優生保護法の一部改正案閣議決定、人工妊娠中絶の許可基準について「身体的又は経済的理由により」を削除、「精神または身体の健康に」に改めるなどを内容とする。
- 5月24日 東京都、民生局長の諮問機関として婦人問題懇話会を設置
- 5月27日 復帰後の物価高に抗議する消費者大会、沖縄婦人団体連絡協議会主催、5000人参加
- 5月29日 山形地方裁判所、鶴岡市農協就業規則中の、男55歳・女45歳とした定年年齢の条項は無効と判決
- 5月30日 最高裁判所、夫婦が自動車損害賠償保障法のいう"他人"に当たるか否かで争われていた損害保険金請求事件で「妻は他人」として保険会社の上告を棄却
男性がドライブ中に事故を起こして同乗の妻が重傷を負った。自賠責法第3条「他人の生命又は身体を害したときは…損害賠償責任を負う」の規定を基に保険会社が「妻は他人ではない」として保険金の支払いを拒否したことに対して夫婦が提訴。一審の東京地裁は保険会社に慰謝料と治療費の支払いを命じる判決。保険会社は、それまで同様のケースでは保険金を支払ってこなかったことから控訴。二審の東京高裁は慰謝料の支払いは認めないが治療費の支払いを認める判決。保険会社「夫婦は他人ではなく、損害賠償請求権はない」として更に上告。最高裁は「妻は他人」であり、被害者である妻は加害者である夫に対して損害賠償請求権を有しており、自動車損害賠償保障法16条1項所定の保険会社に対する損害賠償額の支払請求権を有すると解すべきであるとした。
- 5月31日 名古屋地方裁判所、交通事故で家事労働ができなくなった主婦の損害賠償訴訟で「炊事・洗濯などの主婦の家事労働は外で働く女性の労働と変わらず、その給与は全産業女性の平均給与の8割に相当」と判決。
7月19日 京都地方裁判所、交通事故で負傷した専業主婦の休業補償請求に対して「算定基準がない」と認めず。
- 6月2日 「ぐるーぷ闘う女」、優生保護法の改正案は「産む自由・産まない自由」を奪うものと反対集会
- 6月2日 厚生省、母子福祉法施行令の一部改正、母子家庭に対する貸付金を引き上げ
- 6月7日 全国芸妓・芸妓屋同盟会全国総会、島根県で、「芸者も労働者」と決議
- 6月8日 侵略=差別と闘うアジア婦人会議代表、優生保護法改悪反対で国会請願、厚生大臣に陳情
- 6月8日 日本家族計画連盟、優生保護法改正案は「国民生活を無視する暴挙」と反対声明
- 6月9日 育児休暇法案、参院本会議で可決、衆院本会議では時間切れで廃案に
- 6月11日 中絶禁止法に反対する女の集会、「6.11集会をつくろうとする女たち」主催、「産む自由・産まない自由は女性にある、政府は口出しするな」
- 6月12日 婦人団体議会活動連絡委員会、「優生保護法改正案は生命を産み育む女性の立場からは十分に納得できない重要な問題を含んでいる」として衆院社労委に慎重審議を申入れ。
- 6月12日 日教組教育制度検討委員会、第2次改革報告書「日本の教育をどう改めるべきか」発表、「保育」について、すべての乳幼児を対象にゼロ歳からの集団保育を保障するよう提案
- 6月12日 東京都堀船ごみ取扱所の再開に反対する地元の主婦等、ごみ運搬車阻止のピケを張る。
- 6月14日 中絶禁止法に反対しピル解禁を要求する女性解放連合（略称・中ピ連）結成、代表榎美沙子
- 6月15日 三淵嘉子、わが国初の女性裁判所長に就任、新潟家庭裁判所
- 6月22日 総理府、婦人に関する諸問題調査会議発足、議長中川善之助、新しい施策を進める基礎資料作成のため
- 6月- 主婦連、再販化粧品のボイコット運動を始める。

## 7-9月
- 7月1日 勤労婦人福祉法成立、「妊娠中及び出産後の健康管理に関する措置」「育児休業の実施その他の育児に関する便宜の供与」などについて事業主の努力義務を規定
1985年改正されて男女雇用機会均等法となった。
- 7月7日 鈴鹿市役所女子職員、昇格・賃金における男女差別を津地方裁判所に提訴、公務員の男女賃金差別訴訟は初
1980年2月21日津地裁判決、原告の女子職員一部勝訴、鈴鹿市控訴　1983年4月28日名古屋高等裁判所控訴審判決、原判決取消、控訴人勝訴　
その後、最高裁で和解
- 7月14日 主婦連、田中首相と懇談、公共料金値上げ反対・福祉対策の充実など8項目要求
- 7月15日 人事院規則改正、妊娠中の女子国家公務員に通勤緩和のため1時間以内の早退・遅刻を認める。
7月28日 自治省、女子地方公務員に同趣旨の通達
- 7月19日 神戸地方裁判所、「婚約を不当に破棄された」との女性の訴えに対し、人権侵害の疑いで調査。足入れ婚の風習明るみに
- 8月6日 全国婦人税理士連盟総会、結婚後夫婦が築いた財産は夫名義であっても妻の持ち分を2分の1と認めよと特別決議
- 8月9日 育児休暇法案、参院本会議で可決、衆院は時間切れで廃案に
- 8月20-21日 第18回日本母親大会、仙台市で、1万3000人参加、公害列島摘発・市販テスト問題・親と子の断絶・老人問題などに関心集まる。
この年、長野・福岡両県母親大会は分裂して開催
- 8月21-25日 主婦連、国際消費者機構（CI）第7回総会に出席、ストックホルムで、再販制度廃止を提案、採択される。
- 8月22日 中性洗剤の問題点を考える会、関西主婦連京都支部主催
- 8月22日 青森市で、38歳の父親が2100万円の保険金欲しさに長女を若者にひき殺させる事件が発覚
- 8月23日 退職婦人教職員全国連絡協議会、非課税要求実現にむけて請願行動
- 8月24日 横浜地方裁判所、東洋鋼板で、出産を機に退職を強いる配転・解雇は無効と判決
1974年10月28日 東京高等裁判所、産休明け配転は企業運営上、当然許されるものであると判決
- 8月24日 初の婦人消防官60人、東京消防庁消防学校を卒業
- 8月25-26日 権利とくらし・平和のための婦人集会、日本婦人会議など主催
- 8月- からゆきさんの墓、サンダカンで日本の商社員が発見
- 9月1日 青木まゆみ、水泳100Mバタフライで世界新記録1分3秒3で優勝、ミュンヘンオリンピックで
- 9月20日 全専売（現・全たばこ労働組合）、日本専売公社と育児休業に関する労働協約締結
- 9月30日 「リブ新宿センター」開所

## 10-12月
- 10月7日 岐阜県下の縫製工場で大韓民国の技術研修女性を低賃金で酷使、問題化
- 10月13日 婦団連の招待で北ベトナム婦人代表団来日、各地で北爆の実情訴え、婦人たちと交流
- 10月15日 リブ・グループ、優生保護法改正に反対する全国同時デモ、東京・札幌・大阪・福岡で、中年リブ"赤い六月"など
- 10月18日 東京地方裁判所八王子支部、既婚女子であることを理由とする解雇は違法であり無効の判決
日特金属工業で、人員削減のため女子従業員を指名解雇、整理基準として「規模縮小による剰員で他に配置する職場のない者」、「有夫の女子および11月1日現在27歳以上の女子」を示した。
- 10月19日 名古屋地裁、主婦たちを原告とする利川製鋼公害訴訟で大気汚染で初めての差止め請求を認める判決
- 10月19日 労働省、国連開発援助機関労働担当顧問クラーク・M・ベイヤー夫人、アメリカ労働省婦人問題担当顧問マーガレット・アクロイド夫人の来日を機に国際婦人問題懇談会開催
- 11月7-8日 全国消費者大会、主催団体に主婦連参加、「ストップ・ザ・インフレ、公害」を合言葉に66の決議、30団体1300人参加
- 11月13日 岡田嘉子、34年ぶりに帰国
昭和13年、杉本良吉と樺太から越境しソ連へ亡命、波乱の生涯を送った女優
- 11月16日 慶應義塾労働組合看護婦ら、生理休暇取得による賃金カットは違法と提訴
1977年、生理休暇と賃金カットの実損回復で和解成立
- 11月29日 育児休業に関する研究会議、労働大臣の諮問機関初会合
- 11月- 官営富岡製糸工場創立百年祭、官営時代に全国から集められ若くして死んだ工女ら65人の慰霊祭
- 12月10日 第33回衆議院議員総選挙、婦人7人当選、投票率女性72.46%、男性71.01%
- 12月14日 無認可保育所「竹の塚ベビーセンター」で乳児が窒息死、5人の無資格保母が54人の乳児を保育している実態明るみに、東京都足立区で
- 12月20日 東京地方裁判所、パートタイマー契約は臨時的雇用であり解雇には合理性があると判決、三井銀行事件で

## この年
- 婦人関係雑誌発行部数、『女性自身』72万4000、『女性セブン』70万1000、『ヤングレディ』46万7000、『週刊女性』46万4000、『婦人倶楽部』63万6000、『主婦と生活』63万1000、『主婦の友』58万1000
- パンティー・ストッキングの需要、3億5000万足に達する
- 「婦人に関する諸問題の総合調査」性別役割分業を肯定する意識、男女共に圧倒的
- 総理府「婦人に関する意識調査」子どものしつけは母親が86%、父親は3%